# フレンズ (1994年のテレビドラマ)
『フレンズ』（Friends）は、アメリカ合衆国のNBCで1994年から2004年にかけて放送されたテレビドラマ（シチュエーション・コメディ）。

## 概要
いわゆるジェネレーションX世代である「社会に出てもなかなか大人になれない」登場人物たちの、都会的なライフスタイル、友情や恋愛を、オフ・ビートなユーモアでコメディに仕立てあげている。
1994年9月22日にアメリカのNBCテレビで放送を開始して以来、瞬く間に世界に広がり、最もヒットしたシットコムの1つとなった。2004年5月6日にアメリカでシーズン10の最終回を迎え、このときのアメリカでの視聴者数は5250万人にものぼった。この最終回のコマーシャル料金は30秒で約2億円だった。同年9月9日に、ジョーイ・トリビアーニ役のマット・ルブランク主演のシットコム、スピンオフ『ジョーイ』（Joey）を放送開始した（2006年に46話をもって終了）。
日本では1995年秋にWOWOWで放送が開始され、2000年秋からは地方局での地上波放送が続々と開始された。WOWOWでの放送は2005年3月26日に最終回を迎え、翌週4月2日に『ジョーイ』の放送が開始された。また、2009年4月6日から10月1日まで、以前2001年4月3日深夜にシーズン3から放送を開始（その後打ち切り）していたテレビ東京にて、シーズン1からシーズン5の放送を行っていた。
放送開始当初の出演者の出演料は1話30万円ほどだったが、番組の人気が高まるにつれてシリーズ更新ごとに出演料が上がり、シーズン9からシーズン10では1話につき主要キャストの6人の出演料はそれぞれ1,000,000米ドル（当時の日本円で約1億2000万円）にまでなった。一説ではこれがシーズン10で終わった理由と言われている。
2019年に本番組の再会スペシャルを制作し、動画配信サービス「HBO Max」にて配信することを発表。新型コロナウイルスの影響により、収録が遅れていたが、2021年4月にクランクアップしたことを公式Instagramが発表した。その後、『フレンズ:ザ・リユニオン』と題して、同年5月27日から同サービスにて配信し、日本でも同月31日15時からU-NEXTにおいて、日本語字幕版が配信されることを発表した。同ドラマでは主要キャスト6人が再び出演し、ゲストとして、デヴィッド・ベッカムやジャスティン・ビーバー、レディー・ガガ、BTSなどが登場する。

## 登場人物

### レギュラー

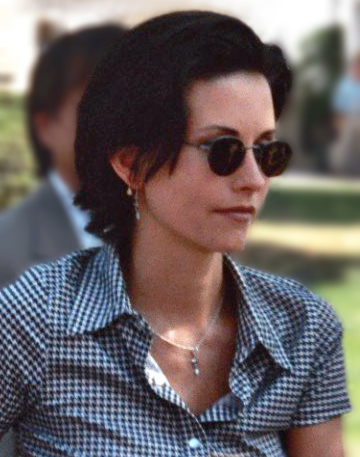
コートニー・コックス (1995年)

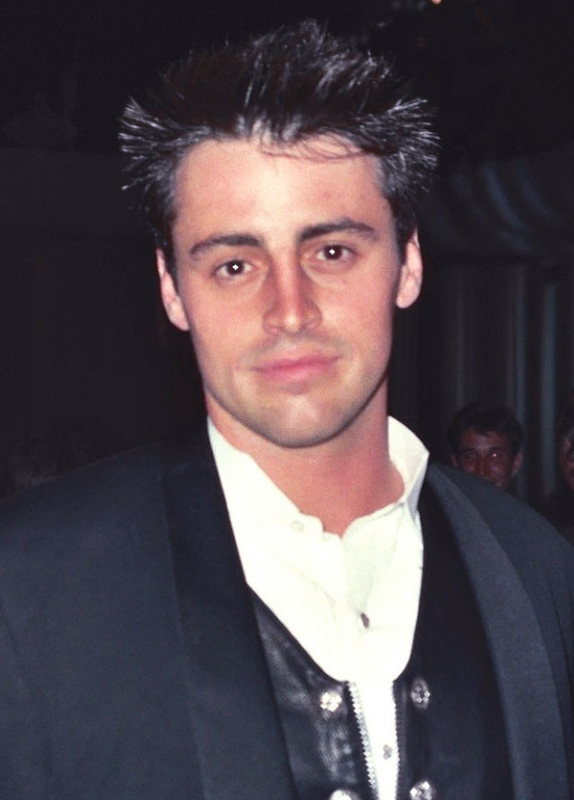
マット・ルブランク (1995年)

レイチェル・カレン・グリーン（Rachel Karen Green）
演 - ジェニファー・アニストン/声 - 安達忍
お金持ちで世間知らずでわがままで泣き虫なお嬢様。1970年5月5日生まれ。ロングアイランド出身。家族は医者の父親レナードと世間知らずの母サンドラ、あまり仲のよくない2人の妹エイミーとジルがおり、レイチェルは3姉妹の長女。
小さい頃からの夢だった医者との結婚を実現するが結婚式の途中で窓から逃げ出し、高校時代の親友だったモニカとルームメイト生活を始め、社会人として育て上げられる。
高校時代
リンカーン高校では学校の人気者でチアリーディングに所属するなど女子の憧れの的だった。ただし、わがまま振りのため一部の生徒からは嫌われており、変な噂を流されることもあった。
大学1年生の頃には高かった鼻を整形。大学卒業後は、働くことなく父親のカードでショッピングしたり友人たちと喫茶店でお喋りするなど気ままに過ごしていた。
性格や言動
お嬢様気質のため、昔から知らず知らずの内に我が物顔で振る舞うことがある。両親からかなり甘やかされたせいで家事全般があまり得意ではない。どこか抜けている所があり、物を失くしやすい性格で時々うっかりミスをする。人からもらうプレゼントに関してシビアな考え方を持つ。車の運転は少々荒く、ヨットの操縦を教える時は父に似て怒鳴り散らすスパルタ式。
好き、苦手なもの
1番好きな映画と言い張っているのは『危険な関係』だが、本当に好きな映画は『バーニーズ あぶない!?ウィークエンド』。愛読書は、『若草物語』で官能小説も読んでいる。15歳の時に自身専用のヨットを買ってもらい、ジョーイに操縦を教えられるくらい上手。1番好きな花は、ユリ。
4歳の時ブランコに髪が絡まってからブランコが苦手。目に何かが近づくのが大の苦手で、目薬を差すだけで大騒ぎする。ワープロのタイピングが不得手で打ち間違いが多い。ちなみに妊娠中は、鶏肉とピクルスが一切食べられなくなった。
動物との関わり
子供の頃タランチュラを飼い素手で触れるほどの蜘蛛好きだが、魚が嫌い(詳しい理由は不明)。実家でラプーという犬や、馬も飼っていたがレイチェルが15歳の時に馬が病気で死んでしまい代わりに上記のボートを買ってもらった。また、子供の頃に祖母が飼っていた猫のスフィンクスを飼うことに長年憧れており、作中で1日だけ飼ったことがある。
その他のエピソード
- 小さい頃は、コットンというピンク色の馬のぬいぐるみが大好きでよく持ち歩いていた[34]。
- 10歳の頃は、中学生に見えるぐらい体がませていた[35]。
- ある時ロスから「君のエピソードで映画化するとしたら、誰に演じてもらいたい？」と聞かれて、「私の役は、クレア・デインズがいい」と答えている[36]。
- 好きなタイプは、クリス・オドネル、ジョン・Ｆ・ケネディの息子、ダニエル・デイ＝ルイス、スティング、パーカー・スティーブンソン（英語版）(アメリカのドラマ「ハーディ・ボーイズ」などで活躍した俳優)[37]。

仕事
モニカとの同居を機に親のすねかじりを辞めてコーヒーハウス「セントラル・パーク」(以下「セントラル・パーク」)でウェイトレスとして働き出す。2年半勤めた頃に転職を決意すると、偶然出会った男性の紹介で念願だったファッション業界で働けることに。ブルーミングデールズに就職し、仕事をこなしながらファッションセンスを磨き約2年間を過ごす。
その後ラルフローレンに転職し約5年間働いた後さらにグッチへの転職を試み、レストランでグッチの担当者の面接を受ける。しかしその席で自分のボスと運悪く遭遇し、“裏切り者”と称されて首になりグッチ、ラルフローレン両方の仕事を失う。悲嘆した直後、幸運にも知人からルイヴィトン（フランス支社）への転職という大きなチャンスを手に入れるが土壇場でロスに引き留められる。
恋愛
歯科医バリーと別れた後イタリア人のパウロとしばらく付き合い、その後長年に渡って親友のロスと付き合ったり別れたりを繰り返す。シーズン5では、酒に酔った勢いでラスベガスの教会でロスと結婚、すぐに離婚し無駄にバツ1となる。ロスとの恋愛の合間には、仕事の顧客ジョシュア、ロスの彼女の父親ポール、年下の部下タグなどいろんな男性と付き合っては別れを繰り返す。
シーズン7の終盤頃ロスと酔った勢いで一晩だけ関係を持った結果妊娠し、そのことはモニカの結婚式当日に仲間に知られる。妊娠発覚当初は戸惑ってはいたもののフィービーの計らいで出産を決意しその後娘エマを出産。しかしロスとは結婚せずシングルマザーとしてエマを育てようとするが、その後本作の最終盤でロスと縒りを戻したと思われる演出がされる。
モニカ・エリザベス・ゲラー・ビング（Monica Elizabeth Geller-Bing）※旧姓ゲラー
演 - コートニー・コックス・アークエット/声 - 深見梨加
レイチェルのリンカーン高校時代の親友(ただし、実際には小学校からの幼なじみ)。1969年4月22日生まれロングアイランド出身で実家はレイチェルの家の近所にあり、レイチェルとはお互い6歳の頃に知り合った。ユダヤ教徒。家族は、おちゃらけた父ジャック、モニカに小言を言う母ジュディ、2人の祖母がいる。
家族との仲
兄のロスとは小さい頃から一緒にダンスやスポーツ(フットボール)をするなど仲が良さそうだが、「根性が気にくわない」と兄を嫌っていた一面もあり、よく取っ組み合いの喧嘩もしていた。
父親からは甘やかされるが、母親からは会うたびに「耳を出さない」、「爪を噛まない」などの小言を言われている。モニカは内心、これまで両親がロスばかり可愛がってきたこと(理由はロスの欄)を根に持っている。
性格
子供の頃から極度の潔癖症で普段からタオルを11種類に分類していたり、部屋が汚れていると気になって眠れない。自分の部屋の家具や物を決まった場所に置かずにいられない性分を自認している。ちなみに本人曰く「潔癖症は、(病気ではなく)私の長所よ！」とのこと。
かなり負けず嫌いな性格で勝ちにこだわり、チャンドラーの接待で彼の上司夫妻と対戦したテニスの勝負でも手加減は一切しない。たまに負けると物を投げたり壊したりする。
レギュラーで一番のしっかり者な性格なため信頼されており、特に内輪でするイベント事やその準備では仕切り屋となり力を発揮する。また本人は「真面目で几帳面な性格で型破りな所もある」と自己評価しているが、実際は神経質で口うるさい。
太っていた過去
意外にも、大学に入るまでかなり太った（約95kg）体型をしていた。甘いお菓子が大好きなこともあり幼い頃から太り始め、11歳の頃には既に90kgあった。太っていたことで体重が重すぎてブランコを壊したり、夏の減量キャンプに参加して逃げ出したりとちょっとした劣等感があった。
その後レイチェルと同じくリンカーン高校に進学するが人気者の彼女とは違い、モニカは肥満体型に悩んでいた。しかし、12年生(日本で言う高校3年生)の秋頃に一念発起して1年間ダイエットに励み、大学1年生の頃には見違えるほどスレンダーな体型になっている。
結婚、子供を持つことへの憧れ
子供の頃から恋愛＆結婚願望が強く子供の頃は外国の子と文通をして外国人との恋を夢見ていた。また、小学生の頃から長年に渡り将来の結婚式のプランをノートに綴っている。加えて、子供を持つことにも強い憧れがあり、14歳の時には将来産まれる子供の名前をエマとダニエルに決めていた。しかし学生時代は太っていたこともありフラれることはざらで、本作開始までに何度か恋愛を経験しているがいい出会いがない状態。
好き、得意なこと
競争や賭け事が好きで、勝敗や順位を決めるものなら何でも一番になりたがる。昔からスポーツは得意で(意外にも健康優良児で身軽なおデブちゃんだった)、女性にしては握力や腕力が強い。料理が得意でもてなし上手を自負しており、内輪でするパーティの企画を考えるのも好き。また、掃除や整理整頓が得意で情報を紙に書いてリストアップしたりファイリングするのも好き。 ディック・クラークの年越しダンスパーティ番組が大好き。子供の頃は、カーミット(セサミストリートのカエルのマペット)の大ファンだった。
苦手なこと
犬は好きだが基本的に動物は苦手らしく、特に「この世で一番嫌い」と言うほど服を着た動物が大嫌い。レギュラーが一時飼うサルやニワトリとアヒルも好きではない。また、猫アレルギーである。マッサージが下手(シーズン5まで本人は得意と思っていた。人前でのスピーチが下手。ちなみに13歳まで時計が読めなかった。
その他
- - 子供の頃は、“泥んこパン屋さん”やおもちゃのオーブンを使った“レストランごっこ”をしていた[97]。ただし友だちが少なかったため1人で本を読んだりパズルをして過ごすことも多かった[98]。
  - 子供の頃に「ブラウン・バード」(ガールスカウトと思われる)に所属していたことがある[99]。
  - 高校生の頃まで処女喪失のことを“お花をあげる”と独特の言い回しを使っていた[77]。
  - 実家のモニカの部屋は、モニカが引っ越した直後に父のトレーニングジムとして使われ始め[100]、複数のトレーニングマシンが置かれている[101]。
  - シーズン4で行った海水浴でクラゲに刺された際、そばにいたチャンドラーの小便で応急処置をした[102]。
  - シーズン7でジャックから愛車のポルシェを譲り受けた[103]。
  - 結構なクセ毛らしく、湿度が高い場所に行くと髪の毛がボサボサに広がる[104]。

仕事
子供の頃からの料理好きが高じてレストランの料理人となるが、ある時“仕入れ業者から賄賂をもらった”と疑われて突然クビに。その後ケータリングを経て、ちょっと変わった飲食店「ムーン・ダンス」で“巨乳のコスプレをした料理人”として働き出す。
シーズン4でタウン誌の料理評論家をしたことで、「アレサンドロ」という小さい店ながら念願だったヘッドシェフの仕事に就く。この職場の人たちとはうまくいっていなかったが、本人はシェフとして誇りを持って働き続ける。その後チャンドラーがオクラホマへ転勤になった時、最後の最後で名門レストラン「ジャブー」のヘッドシェフの仕事を手に入れ、オクラホマ州行きを辞める。
恋愛
父親の友人で眼科医リチャードを“理想の男性”と感じて長く付き合ったが破局した後、お金持ちのピートと交際するが彼とも破局。その後ロスの結婚式でチャンドラーと共に傷心したことで慰めあうように一晩の関係に至り、交際に発展。1年後仲間とのラスベガス旅行中に教会で結婚しようとしたものの結婚を改め、翌年キャンドルのともったロマンチックな部屋でチャンドラーからのプロポーズを受けて結婚。
結婚後中々子宝に恵まれず病院で不妊検査を受けた所2人とも不妊体質と分かり、医師から聞いた養子縁組の話に興味を持つ。その後いくつかの審査を重ねて見事養父母に選ばれて男女の双子の養子を貰い、アパートを出て郊外(ウエストチェスター)に住むことになる。
フィービー・ブッフェ・ハニガン（Phoebe Buffay-Hannigan）※旧姓ブッフェ
演 - リサ・クドロー/声 - 田中敦子
マッサージ師で、モニカの元ルームメイト。1967年2月16日生まれ。ニューヨークの北部出身。同居していたモニカの潔癖症についていけず本作開始前に引っ越しているが、その後も友人としてよくモニカの部屋に遊びに行っている。
現在は祖母フランシスと2人暮らしだが、元は複雑な家庭環境に生まれ子供時代は貧しい生活をしていた。4人の親がおり、実の父親フランクSr.は小さい頃に蒸発、その後育ての母親リリーは自殺、育ての父親は服役中(フィービーは、作中で産みの母フィービー・アボットの存在を知る)。兄弟は、一卵性の双子の姉アースラと、後に存在を知った腹違いの弟フランクJr.がいる。
ホームレス時代
14歳の時に両親がいなくなったことでホームレスとなる。その後壊れた車の中で寝起きをしながら、路上で子供を対象に金品を取り上げて(いわゆる強盗行為で)何とか食いつなぐ(後にロスも被害者の一人だったことが判明)。辛い時期を過ごしたがその後アロマテラピーを受けて立ち直りホームレス生活から抜け出した。ちなみに中学校の途中でホームレスになったせいで高校にはいけず、クラブ活動、卒業式やプロムなど一般的な10代が経験するようなことを経験したことがない。
思想など
ヒッピー文化の影響を多分に受けており、平和を願い動物保護活動などに取り組む。ベジタリアンだが、過去にゲイの夫(後述)が街を出た時や代理出産の妊娠中など本作で数回食肉を口にしている。
霊感が強く時に霊に乗り移られたり人の運気や未来を時々言い当てたりする。また、「死」にまつわるエピソードも比較的多い。
進化論や重力を信じていないなど、基本的に謎の行動や風変わりな思想を持っている。これらのことから他の5人からは、変わり者または宇宙人扱いを受けている(しかし、結局他5人とも変わり者である)。
性格や主な言動
波乱万丈な人生を送ってきたが本人はいたって楽観的で、金品に対する執着はほとんどない。基本的にマイペースな性格で場の空気を読まない発言や会話の流れから外れる発言もしばしば。また、個人の重大な秘密をうっかりと口を滑らせるトラブルメーカーではあるが会話のきっかけとなることが多い。
平和主義者なため揉め事が嫌いで、目の前でレギュラー同士が揉めた時はよく仲裁役となっている。普段は穏やかだが、意外とキレやすく不機嫌になると言葉使いも荒くなる。レイチェルの赤ちゃんエマを「そいつ」と呼んだことがあれば(シーズン9第2話)、ミズ・パックマンのハイスコア更新に失敗した時は暴言を連発した。先述のホームレス時代の強盗以外にも色々と犯罪を犯していて逮捕歴もある。現在でも手癖が悪く作中では、スティングへの接近禁止命令も出ている。
好き、苦手なこと
ストリート育ちなため意外と喧嘩は強い。いつどこで覚えたかは不明だがフランス語が話せる(どうやらイタリア語も話せるらしい)。
基本的に運転することが苦手らしく、時々祖母から愛車(タクシー)を借りているが車の運転が下手で、自転車は補助輪がないと乗れない。簡易な敬語(丁寧語)は大丈夫だが、かしこまった場での敬語が苦手。ポッタリーバーンの家具が嫌い。
その他
- - 本人によると、前世は1862年と1915年のそれぞれの戦争で戦地に赴いた従軍看護婦[157]。
  - リリーが生きていた頃『E.T.』や『ロッキー』などの有名ないくつもの映画を母と一緒にテレビで見ていたが、本当の結末[158]を知らずに育った[159](詳しくは、リリーの欄)。
  - ジョギングをする時は、手足をばた付かせる癖がある[160]。
  - “レジーナ・フィランジ”という偽名を使うことがある[161]。
  - 「人生の楽しみは、予期せぬ出来事や不思議な人に会うこと」という考えを持つ[162]。
  - 作中での交際相手は同世代がほとんどだが、恋愛対象になる男性のストライクゾーン(年齢幅)は広く60代以上の男性も好きになることがある[163]。
  - シーズン6まで、“ラスベガスで結婚した場合は、滞在期間中だけ夫婦”だと勘違いしていた[164]。
  - 結婚後、一度自分の名前を“プリンセス・コンスウェラ・バナナハンモック”に変えようとしたことがある[165]。

ジョーイとの関係
フィービーにとってジョーイは仲間5人の中でも特別な存在で、「ジョーイとの友人関係は、一生モノ」と思っている。ジョーイは妊娠中のフィービーが食べる分の肉を自分が我慢すると言いだしたり、フィービーは諸事情でジョーイのためにアースラのフリをするなどお互いに気遣うことがある。作中でジョーイとはバックアップの関係になったが、その後ジョーイはフィービーにとって“恋のキューピッド”となった(後述)。
仕事
本業でマッサージ師をする傍ら、「セントラル・パーク」などで歌手活動をしている(後述)。2つの仕事を合わせても収入は不安定で給料は多くないため、マッサージの仕事がない時は電話のセールスなど単発のバイトをすることがある。
歌手活動では、代表曲の持ち歌『猫はくちゃい(Smelly Cat)』など色々と自作曲を歌っているが、場の空気を微妙にさせる歌が多い。ギターの各コード名の代わりに“コードを抑える指の形”から見立ててオリジナルの名前で呼んでいる。ちなみに愛用のギターを触ったら親友でもキレる。
本業のマッサージの仕事は、ある時マッサージ店の男性客を好きになり施術台でキスをした所、店長に見つかりクビに。その後数年間フリーのマッサージ師として働いた後、最終的に大手のマッサージ会社の社員になった。
恋愛
モニカたちに出会う前に一度ゲイの男性ダンカンと結婚しているが、しばらくして離婚。その後、運命の男性デビッドと出会うが、交際を始めた直後に研究のため彼が急遽ロシアに旅立ち別れる。その後警察官のギャリーなど色々な男性と付き合うがあまり長くは続かず、時には二股交際するなどお気楽な恋愛が続く。
シーズン9のある日、フィービーは「30歳を過ぎているのにまともな恋愛をせず、1人の男と1ヶ月以上関係が続いたことがない」ことに気づく。そんな時ジョーイの紹介でマイク（コーヒーハウスでたまたま見つけた）と付き合い一度別れるがよりを戻し、結婚してようやく最愛のパートナーを得た。
ロス・ユースタス・ゲラー（Dr. Ross Eustace Geller）
演 - デヴィッド・シュワイマー/声 - 牛山茂
モニカの兄。1967年10月18日生まれ。父親と同じくユダヤ教徒。両親が子供を諦めかけた時に産まれたため“奇跡のベビー”として大切に育てられ、モニカと違い両親からかわいがられてきた。本作開始時に妻キャロルと離婚するが、直後に妊娠が分かり二人の間に息子ベンをもうける。
学生時代
子供の頃から成績優秀で、小学生の頃の将来の夢は宇宙飛行士だった。ただし、体育だけは苦手で運動嫌いの集うキャンプに出席させられたことがある。また、当時は繊細な性格で自宅ではよく女装して“スー”と名乗り、一人でティーパーティごっこをしていた。
中学生ぐらいから地質学に興味を持ち始め、SFやコミックにも興味があった。その後リンカーン高校に進学し同級生と恐竜にはまり、妹の親友のレイチェルに恋していた。
大学入学を機に実家を出て大学の同級生チャンドラーと同居生活を始める。大学生時代の風貌はアフロヘアーに口髭でいかにもオタクっぽい格好をしており、音楽（キーボード）に興味を持ち自分のサウンドを探していた(後述、その他の欄)。大学2年生の頃マリファナを吸っていたこともある。その後大学院に進学し古生物学の博士号を取得している。
特徴と行動
大げさな発音で話すのが特徴で、落ち込むとレギュラーへの挨拶は、気の抜けた「ハァ～イ…。」がお約束。黒い髪を整髪料でテカテカに整えていることが多い。
博識で私生活でも時々小難しい話をしたり、他人の言葉の間違いを聞くと即座に訂正する。自分と近しい人が誰かと親しくしていると対抗意識を燃やす。褒められるのが大好きで聞かれもしないのに博士号を持っていることをアピールすることがある。その反面大事な事でも自身のイメージを損なう話は隠そうとしたり立場が悪くなると他人のせいにする悪い癖がある。バツ2になったあたりから女性と親しくなると仲間たちからジョークのネタにされることが多いが、結婚への憧れは消えていない。
性格
本人は、「優しくて頭が良くて面白い人」と自認している。愛情深いが、嫉妬心が強く疑り深い性格で、割と根に持つタイプで理屈っぽく頑固。ケチな所があり、ホテルに泊まる時はチェックアウトぎりぎりまで粘る上に備品をたくさん持って帰ったり、仲間で共同購入したロトの賞金たった3ドルの山分けをフィービーに譲るのさえ渋ったことも。元来臆病で石橋を叩いて渡る慎重派なため、車は安全運転だがノロノロ運転タイプ。
好きなもの、苦手なもの
大の恐竜好きなため恐竜と怪獣を一括りされるとムキになって否定する。メイプルキャンディーを食べ過ぎてハイになったり、タフィーに食いついたりとお菓子が好き。また、昔から純粋なるスポーツカーファンでもある。
キウイフルーツ、ロブスター、ピーナッツに対して食物アレルギーがある。また、タコスも食べられない。子供の頃から注射が大の苦手なこともあり、長年信頼する小児科に現在も密かに通院することがある。普段は口達者で口喧嘩は得意だが、殴り合いのケンカは苦手でナンパも下手。意外にも人の名前を覚えるのが苦手。
“アレは別れた後だ”
これは、シーズン3でロスが交際中のレイチェルと破局する原因となった騒動のこと。ある日ロスがレイチェルと口論になり、興奮した彼女が“距離を置くだけ”の意味で「別れましょう」と口走る。この時点で“破局した”と捉えたロスが失恋のショックで酒を飲み、酔った勢いで他の女性と関係を持つ。翌日レイチェルは謝罪してやり直そうと言ったが、直後にロスの昨夜のことがバレて結局破局した。
数日後ロスは「アレは別れた後だから浮気ではない」、レイチェルは「あの時は、まだあなたと交際中だったから浮気にあたる」とお互い主張し合う。さらにこの問題は、“アレは別れた後だ”として後々に渡って時々ロスたちの話題に上ることとなり、ベンや全くの他人までこの話題に触れることもある。
その他
- - 過去に実家でチーチーという犬を飼っていて、特にロスはかわいがっていた[236]。
  - 上記の通り中学の頃から地質学に興味を持ち大学時代には地質学研究室に所属していたようだが[34]、現在はなぜか地質学者を嫌っている[237]。
  - 若い頃の将来の夢として一時ダンサー[238]やバスケの選手[239]になろうとしたこともある。
  - 家にはこれまで勉学や研究でもらった表彰状、トロフィー、楯(たて)が飾ってある[203]。
  - 過去に空手を習っていたことがある[240][241]。
  - 実家に住んでいた頃に考案したジェスチャーを現在も使うことがある[242][243]。
  - 先述の通り大学時代にキーボードで作曲・演奏活動をするが人前で演奏したことは皆無で、シーズン4で初めて生演奏を人に聞かせる[244]。しかしその腕前は聞くに耐え難く、個性的すぎるサウンドにレギュラーたちも反応に苦慮した[245]。ちなみにその後ロスは、モニカとチャンドラーの結婚式の為にバグパイプの練習をしたが全力で阻止された[246]。
  - 本人によると「初体験は、最初の妻のキャロル」とのこと[128][247]。
  - 好きなタイプは、ユマ・サーマン、ウィノナ・ライダー、シシー・スペイセク、ミシェル・ファイファー、ジャネット・リン(フィギュアスケート選手[248])である(他にスーザン・サランドン、イザベラ・ロッセリーニも好き)。[249]。

仕事
昔から得意な人類学の知識を生かして博物館で研究員として働きながら論文を書くなどしている。しかしシーズン5で情緒不安定に陥り、医者の勧めで仕事をしばらく休むがそのまま退職して求職中の身となる。約1年後、自身が前年に発表した論文を大学教授に気に入られたことが縁でニューヨーク大学で大好きな恐竜や化石などを扱う古生物学を教え始める。数年後大学の講義や学会で論文を発表するなどの仕事ぶりが認められて最終的に教授として終身雇用となるほど結果を残している。
恋愛
本作開始時に最初の妻キャロルと離婚した後、レイチェルへの気持ちが再燃するがアクションを起こせないまま1年が過ぎて諦める。中国系アメリカ人のジュリーとの交際中に念願だったレイチェルから告白され付き合うが、なんやかんやすれ違いが起きて浮気問題(先述の“アレは別れた後だ”)で別れる。
その後イギリス人のエミリーと国際結婚・離婚、さらに翌年にはレイチェルとも結婚・離婚してバツ3となる。他にも教え子の大学生のエリザベス、モニカの結婚式で出会ったモナ、ロスと同じ古生物学者のチャーリーなど数人の女性と交際する。その後レイチェルがロスの子を妊娠した頃に彼女との微妙な関係になりデート相手とゴタゴタしたが、娘エマが生まれた後は子育てに協力し父親としての役割を果たしている。
チャンドラー・ミュリエル・ビング（Chandler Muriel Bing）
演 - マシュー・ペリー/声 - 水島裕
モニカのアパートの向かいの部屋に住んでいるジョーイの親友でルームメイト。ロスとも親友で大学時代のルームメイト。1968年4月8日生まれ。スコットランド系(なぜかジョーイは、中国系だと思っている)。ちなみにレギュラーで、唯一のひとりっ子。
両親の離婚とその影響
両親と使用人の居る裕福な家庭で育つが、チャンドラーが9歳の頃に父親チャールズがゲイであることが発覚し官能小説家の母親ノラと離婚している。チャンドラーは父親に引き取られるが、離婚の影響でその後の彼の言動などに色々と変化が起きている。
離婚を告げられたのが感謝祭の日だったため感謝祭嫌いになり、ショックが大きすぎて悲しい小説や映画を見ても泣かなくなる。ストレスを和らげるために9歳にしてタバコを吸い始め、ユーモアを言ったり人の言葉や服装を皮肉やジョークで茶化さずにはいられない性格になる。その後、恋愛をするようになると「将来結婚しても親と同じく離婚するかも」という不安も持ち始める。
学生時代
子供の頃から女の子みたいな名前にコンプレックスを抱いてきた。思春期に入ると周りからは、離婚後女装するようになったゲイの父と、母が書く官能小説のことでからかわれるようになる。高校は男子校らしく、約400人の同級生の男たちと寄宿舎で暮らしていた。
その後男女共学の大学に入るとルームメイトのロスとバンドを組み、一時かなり個性的な髪型をしていた。ロスとはよく一緒にナンパをしていたが、今度は恋愛が上手く行かないことに悩み始める。この頃、ロスからマリファナの件(ロスの学生時代の欄)で濡れ衣を着せられたせいでその後数年間に渡り彼の両親から悪い印象を持たれていた。
特徴や主な行動
身体的特徴としては、生まれつき第3の乳首があり、大学生の頃の偶発的な事故により右足の小指を無くしている。また、シーズン後半には眼鏡をかけ始め、日によって時々かけるようになる。
初対面の人（特に女性）にはゲイだと思われることが多いが、同性で抱かれる候補をすぐに挙げることも出来る。冗談やトークが面白いことを自負しているが、他人のウケた話に嫉妬することもある。また、女性化したこともある。アクセサリーボックスを持っていたりシーズン5第19話のフィービーとレイチェルとの会話。化粧水を使っている。
レギュラーで唯一の喫煙者(他の5人は嫌煙家らしい)。お金に関してはコツコツ貯める堅実的タイプでシーズン1の頃からレギュラーの中でも特に懐事情に余裕のある生活をしている。独特のアクセントの付け方で話すことがある。ドン臭くよく物を落としたり物につまづいたりする。
恋愛に不得手
異性への関心は強いが、基本的に女性との交際が基本的に不得意である。恋人関係が進展し出すと尻込みしてしまい、つまらない理由を付けては女性との交際を嫌がっている。しかし別れた後は引きこもり状態に陥ることもある。ベッドでの行為が下手なことにコンプレックスを持っている。これらにより、20代半ばの時点で「レギュラーの中で一番婚期が遅いのはチャンドラー」と他の5人から思われている。ちなみに太った女性は好みではないらしい。
好き、苦手なもの
ドラマ『ベイウォッチ』とその登場人物であるヤズミン・ブリースの大ファン。また、壁越しでもわかるぐらいにサンドラ・ブロック主演の映画『デンジャラス・ビューティー』が大好きである。ジョーイと2人で毎週テレビ雑誌を購読するほどテレビを見るのが大好きで上記のドラマやバスケットの試合などを見るのも好き。スポーツや運動する事は基本的に苦手だが嫌いではなく、テニスと卓球が得意。スポーツ観戦は大好き。アーケードゲームの『ミズ・パックマン』が上手い。大学生の頃は、ワム!やドン・ジョンソンのファンだった。人のまゆ毛を脱毛して整えるのが得意。
日本語字幕では、マイケル・フラットリー(吹き替えでは、“Mr.ビーンの歩き方”)に身の毛もよだつ恐怖を感じる。写真が苦手で、写真を撮られる時に顔が強張ってしまう。犬嫌いで、それを隠すために犬アレルギーと嘘をついていた。
その他
- - ひとりっ子で親が離婚したせいか子供の頃は空想上の宇宙飛行士の友達とよく遊んでいたり[314]、現在でも(犬に模した)スリッパと話すことがある[315]。
  - 過去にボーイスカウトに所属していたことがある[316]。
  - たまに存在を忘れられることがある(特に親しいジョーイや妻となったモニカからも)[317]。
  - アニーのサウンドトラックの同じ物を2枚持っている[318]。
  - 時々不用意な発言をして自分や他人の秘密をつい喋ってしまうことがある[319]。
  - 好きなタイプは、キム・ベイシンガー、シンディー・クロフォード、ハリー・ベリー、ヤズミン・ブリース、ジェシカ・ラビット(映画「ロジャー・ラビット」のアニメキャラ)である[320]。

仕事
情報系企業で数字や情報を扱った仕事をしている。ちなみに他のレギュラーたちは、この会社でのチャンドラーの職種を詳しく知らない。シーズン9のある日、大事な会議中に居眠りをしたせいでオクラホマ支社に転勤を命じられてしまい、単身赴任する羽目になる。しかし数週間後クリスマスなどを皆と過ごせないことに嫌気がさして10数年間勤めた会社を退職し、しばらくの間無職を経験。その後広告代理店の面接を受けて仮合格となり、無給インターンを経てジュニアコピーライターとして正式に採用されて就職した。
恋愛
恋愛に自信がないながらも数人の女性とのデートを経験し、特にジャニスとは付き合って別れてを繰り返す。その後ジョーイの彼女だったキャシーと交際して別れた後、ロスの挙式の夜にモニカと男女の関係となる。そのまま交際に発展するとモニカの尻に敷かれながらも順調に愛を育み、翌年彼女との同棲生活を経てその後婚約。
しかし結婚式が近づくとチャンドラーは長年の悩みと正面から向き合うことになるが、モニカたちの助言を受けてそれらを克服し無事結婚する。その後の夫婦生活でも単身赴任、養子縁組や新居購入などで色々と騒動が起こるがモニカを支え、頼りになる男として立派に成長する。
ジョセフ・フランシス・トリビアーニ・ジュニア（Joseph Francis Tribbiani, Jr.）
演 - マット・ルブランク/声 - 平田広明
愛称は「ジョーイ（Joey）」
モニカのアパートの向かいの部屋に住んでいる、チャンドラーのルームメイト。1969年生まれ。クイーンズ出身。
イタリア系家庭の生まれで父ジョセフSr.、母グロリア、7人の姉妹、2人の祖母(英語が話せる方と話せない方)がいる。ちなみに本人によると生まれた時は12kg(！)ぐらいの超巨大児で、ジョーイは16分の1でポルトガル人の血が入っているとのこと。
性格
一言で言えば「中身が子供のまま体だけ大人になったような人物」で、普段から行動も子供染みている(作中では精神年齢が8歳児並に思われることがある)。基本的に細かいことは気にしない単純な性格で、陽気だがおバカな行動も多い。
普段は女性との交際が大好き(と言うよりエッチ好き)な“肉食系”男だが、実は熱いハートの持ち主で友情や家族を大事にしている。男3人の中では体格がいいことから腕っぷしが一番強く、男気や度胸もあり優しくて頼れる一面もある。レイチェルがアパートの管理人に泣かされた時は、すぐさま抗議に向かい謝罪を要求した。その反面寂しがり屋で泣き虫なことに加え、意外と怖がり屋で悲しいことが嫌いなため本を読む時は個性的な読み方をしている。
食べることが大好き
大食漢であることを自負しており、一番の好物はサンドイッチで、ピザやジャムも大好物。さらに食べ物が床に落ちようが変わった味だろうがあまり気にしない。ただし嫌いな食べ物もありエスカルゴが嫌いで、サラダも苦手らしい。「自分の食べ物は人にあげない」という考えを持っているが、ジョーイは他人の食べ物をつまみ食いすることがあり結構自分勝手な性格である。
無類のデート好き
異常に女性からモテるため異性との交友関係は6人中一番多く、ナンパしてベッドを共にした女性は数え切れない。「元気かーい」(How you doing?)が、ナンパで定番の台詞。「電話する」と約束したきり連絡を取ろうとしないパターンを繰り返しているため、過去にデートをした女性からはひどく嫌われている。ただし、体面を気にする場面では“俺は真面目な男で、遊びで女性と付き合ったことはない”などとうそぶくことがある。また、キスやエッチが上手いことを自負している。エッチな妄想をするのが好きで、友人関係にある若い女性2人のハグなどを見かけるといつもニヤニヤしている。
好きなこと
NBA(プロバスケ)のニューヨーク・ニックスの大ファン。また、NHL(プロアイスホッケー)のニューヨーク・レンジャースや、MLB(いわゆるメジャーリーグ)では地元ニューヨーク・ヤンキースを応援している。スポーツ観戦が大好きで上記のチームなどをロスやチャンドラーと時々試合を見に行ったりテレビのスポーツ中継を見るなどしている。チャンドラーとの同居前からドラマ『ベイウォッチ』の大ファン。大好きな映画は『マイ・ジャイアント』。愛読書は、ホラー小説の『シャイニング』。ペンギンのぬいぐるみのハグジーを抱きながら寝るほど大好き。
苦手なこと
学生時代は勉強をせずに女の子と遊んでばかりいたため、基本的に頭を使うことが苦手。一般知識が足りず勘違いも多く、他の5人の会話についていけないこともしょっちゅう。
高価な買い物や他人へのプレゼントのセンスが悪い。幽霊の類が大の苦手で蜘蛛が嫌い。ダンスが苦手。嘘をつくのが下手。
チャンドラーとの友情
チャンドラーとは“マブダチ”(親友)であり、よくハグをするコンビでもある。ジョーイにとってチャンドラーは面倒見の良い兄貴的存在で、仕事面では金銭的・精神的に支えたりジョーイのデート相手に対し世話をしたこともある。とても仲がいい2人だがジョーイは時々チャンドラーにからかわれたり、たまにケンカすることもある。
また、本作の中盤でジョーイがチャンドラーとモニカの交際にいち早く気づいてからは、2人のために色々と協力した。本作の終盤でチャンドラーとモニカが新居を購入した時は、2人から新居にジョーイの部屋を用意されて感激した。ただし、その後断ったようで結局長年住み続けたチャンドラーの部屋で彼のルームメイトと暮らすことになった模様。
その他
- - 子供の頃に“宇宙のカウボーイ”のモーリスという名の空想の友達のがいた[22]
  - 寝る時はノーパン主義[354][390][391]。
  - 意外にも靴のサイズは25cmで、成人男性にしては足が小さいことを気にしている[219]。
  - 過去にポルノ映画に出演したこともある[392]。ちなみに『愛の病院日誌』のドレイク・ラモレー役の人気を支えるファン層の一つとして、大きなゲイのファン組織がある[393]。
  - ケン・アダムズと言う偽名を使うことがある[394]。
  - 自身が使う家具に名前を付けており、リクライニングチェアを“ロジータ”、テレビを“スティービー”と親しみを込めて呼んでいる[100]。
  - 作中では、簡単に取れるということで結婚式の司祭の資格をインターネットで取得した[395][396]。
  - 「モニカと結婚していたら」という架空のシーンでは、毎日彼女の手料理を食べたせいでジョーイが巨漢になっている[395]。

俳優の仕事とバイトについて
若い頃にアル・パチーノに憧れて俳優になり、シーズン1の時点で約10年間活動しているが、演技は過剰気味で余計なアドリブも多い。ちなみに、オーディション用の履歴書には“ブロードウェイで2年間踊っていた”、“フランス語が話せる“といったことが書いてあるが、それらは全て嘘である。
売れない役者のため基本的に金欠状態で、同居するチャンドラーからよく金を借りているが、それでも生活が出来ない時は様々なアルバイトを経験している。手っ取り早く稼ごうと人体実験のサンプル提供をしたり、「セントラル・パーク」でもしばらくの間バイトしたことがある。レギュラーの職場でもいくつかバイトしたことがある。
俳優歴
フリーの俳優をしていたがシーズン1でエージェントに所属し、その後メロドラマ『愛の病院日誌』(Days of our lives〈デイズ・オブ・アワ・ライブス〉)の神経外科医の名医ドレイク・ラモレー役でブレイクした。しかし、インタビューでの失言が脚本家に嫌われ降板した後、数年間不遇な時期を過ごす。シーズン7で転機が訪れ念願が叶って再び『愛の病院日誌』に出演し、後日ドレイク役でメロドラマ賞にノミネートされる。終盤では日本のコマーシャルや第一次世界大戦を描いた映画で活躍するなどそこそこスターになっている。
恋愛
ルームメイトのジャニーン、演劇学校で出会ったキャシー、ロスの大学の同僚チャーリーなど多くの女性と交際をしては短期間で別れを繰り返す。ある日、子供ができてデートができないと落ち込むレイチェルをデートに連れ出したり自宅でホラー映画を一緒に観てあげる。これがきっかけでレイチェルへの恋心が芽生え、シーズン8の最終盤では“プロポーズ騒動”が起きる。すぐに誤解を解くがシーズン10でレイチェルと交際し、わずか1週間で破局して友人に戻り、6人の中で唯一最後まで独身を続けている。

### レギュラーの家族
出演者の下の話数は、主に初登場回

#### ロスとモニカの家族
ジャック・ゲラー（Jack Geller）
演 - エリオット・グールド/声 - 安西正弘（ - 第16話）→小島敏彦（第34話 - ）
シーズン1第2話
ロスとモニカの父親。失言が多く少し間の抜けたところがあるが、子供思いの良い父親。フケ症。鼻毛が出ていたり病院でセックスを覗いたりと結構下世話。無職だった頃にジュディの親には“弁護士だ”と嘘をついていていまだに親戚にもばれていない。シーズン7で長年住んだ自宅を売却。NFLのニューヨーク・ジャイアンツファン。
ジュディ・ゲラー（Judy Geller）
演 - クリスティーナ・ピクルス/声 - 一城みゆ希
シーズン1第2話
ロスとモニカの母親。モニカに会うたびに何かしら小言をいい、ロスをかわいがる。モニカにしているように自分も母親からいびられていた。ジャックとはできちゃった結婚だが夫婦仲が非常に良く今でも愛し合っており、ほとんどケンカもなく円満夫婦のまま本作を終了している。
母方と父方の祖母
アルシア(ジュディの母)。
シーズン1第8話
シーズン1で亡くなる。生前周りによく文句を言っていた。ちなみにモニカは、アルシアの若い頃にそっくりらしい。シーズン8の最終話のキーアイテムとなる指輪は、元は自身の婚約指輪。
もう一人の祖母(ジャックの母)
登場シーン自体はないがシーズン7の最終盤の時点で存命で、モニカの挙式に参列している。ジュディとの嫁姑関係は悪いようで、彼女から陰で“ババァ”呼ばわりされている。
以下のエピソードはどちらの祖母の話かは不明。
モニカの部屋の元々の借り主でフロリダに引っ越すことになり孫に部屋を譲った。カジノでラーカーをして小遣い稼ぎをしていた。おもちゃの手錠を使ったプレイをしたことがある。

#### レイチェルの家族
レナード・グリーン（Leonard Green）
演 - ロン・リーブマン/声 - 堀勝之祐
シーズン2第22話
レイチェルの父。医者。裕福な生活を送っているが本作の前半で妻と離婚。気難しく短気な性格ですぐに声を荒らげるため、レイチェルやロスから苦手に思われている。裕福でプライドが高い割にケチな所がある。好きなものはスコッチとタバコで、ボートは手作りするほどハマっている。3人の娘の中でレイチェルを自慢の娘と思っている。
サンドラ・グリーン（Sandra Green）
演 - マーロ ・トーマス
シーズン2第11話
レイチェルの母。レナードの妻。レナードとは夫婦仲が悪く、シーズン2で自宅を出た後は一人暮らしを満喫している。別居後に開かれたレイチェルの誕生パーティでは、夫妻が各々で来てしまいレギュラーたちは2人を会わせないようてんてこ舞いとなった。趣味は盆栽と陶芸。その後レイチェルの出産激励パーティーに参加し子育てについて娘を励ました。
エイミー（Amy）
演 - クリスティナ・アップルゲイト
シーズン9第8話
レイチェルの上の妹。グリーン家の次女。子供っぽい性格で他人への思いやりがなく、相手の反感を買う言動が多く勘違いも多いため、姉のレイチェルからも「人に嫌われやすいタイプ」と評されている。レイチェルの娘エマに耳ピアスをしロスを混乱させた。恋愛に関して奔放で、妻帯者と不倫したり元彼の父親と結婚しようとしたことがある。唇を整形している。ジルとは仲が悪いがレイチェルとも本作でキャットファイトになったことがある。
ジル（Jill）
演 - リース・ウィザースプーン
シーズン6第13話
レイチェルの下の妹。グリーン家の三女。浪費癖があり父親の金で友達に高価なボートを買ってプレゼントしてしまい一時勘当された。マンハッタンに訪れた時にレイチェルとの会話で“姉からロスとの交際を勧められた”と勘違いして短期間彼と付き合う。嘘がバレた時などに使う得意の泣き真似は、レイチェルから教わったもの。乳製品が嫌い。その後エイミーから「7kg太った」ことが語られている。
エマ・ゲラー・グリーン（Emma Geller-Green）
シーズン8第24話で誕生
ロスとレイチェルの娘。男の子に間違われることが多い。エッチなヒップホップが好き。1歳を過ぎた頃にレイチェルに連れられて参加した『赤ちゃんビューティー・コンテスト』のニューヨーク地区大会で優勝している。

#### フィービーの家族
アースラ・パメラ・ブッフェ（Ursula Pamela Buffay）
演 - リサ・クドロー/声 - 田中敦子
シーズン1第16話
フィービーの双子の姉。ソーホー在住でレストランでウェイトレスをしている。フィービーと同じく変わり者だが、気が強く性格が悪い。フィービーの名前でアダルトビデオ（ブッフェ・恋する十字架）に出演したこともある。また、リリーの死後フィービーとの出生証明書や母の遺書など重要な物を預かっていたが、妹に伝えていなかった。ちなみに短期間だがジョーイと付き合ったこともある。
フランシス
演 - オードラ・リンドレー/声 - 谷育子
シーズン2第09話
フィービーの祖母でリリーの実母。アパートでフィービーと2人暮らししている。本人によるとフィービーと同じく死者との交信ができるらしい。少々嘘つきな所があり、長年フィービーに別人男性の写真を“フィービーの実父”と称して偽情報を伝えてきた。シーズン2でフィービーに真実を打ち明け実父の本物の写真と住所を教える。その後シーズン5で死去。
リリー
フィービーの育ての母(フィービーは本作途中までリリーを実母だと思っていた)。故人で、本作ではフィービーたちの会話の中にだけ登場する。麻薬売人だったが、フィービーが14歳のクリスマスの頃に自殺。生前フィービーとアースラに“悲しい映画は最後まで見せない”、“前夫フランクSr.のことは伝えない”など、「この世はハッピーな世界」と思わせながら愛情を注いで育ててきたが、。
フィービーの育ての父
フィービーたちの会話の中にだけ登場する。本作開始前から刑務所に服役中。フィービーが子供の頃は家が貧しくもらいものの自転車の箱に娘を乗せて遊ばせたり、娘たちの誕生日に食べ物を手に入れるために売血するなど娘思いな父親だった。その後、フィービーの結婚式に出席する話が出たものの立ち消えとなった。
フィービー・アボット（Phoebe Sr.）
演 - テリー・ガー/声 - 小沢寿美恵
シーズン3第25話
フィービーの産みの母。現在はモントーク(ロングアイランドの海辺の町)で不動産業者をしている。18歳でフィービーとアースラを産んだが、子供を育てていく自信が持てず高校時代の親友だったリリーとフランクSr.に2人の娘を託した。その後作中で、約30年ぶりにフィービーと対面し和解している。陶芸を趣味とし、小型犬を飼っている。
フランクSr.
演 - ボブ・バラバン/声 - 田原アルノ
シーズン5第13話
フィービーの実父。薬剤師。フィービーが小さい頃に蒸発し、その後再婚してフランクJr.をもうけるが数年後、“買い物に出かける”と言ったままその家からも蒸発。シーズン5でフランシスの葬儀に訪れフィービーと対面し謝罪する。小心者で不器用で赤ん坊だった頃のフィービーとアースラの世話ではミスばかりしていた。趣味は竹馬。
フランク・ブッフェ・ジュニア（Frank Buffay, Jr.）
演 - ジョヴァンニ・リビシ/声 - 平井誠一
シーズン2第21話
通称「フランクJr.」。フィービーの腹違いの弟。フランクJr.が高校生の頃にフィービーと初対面する。フィービーと同じく普段から個性的な言動をしており、趣味は火遊び。家庭科の先生で恩師（かなり年齢差がある）のアリス・ナイト（声 - さとうあい）と結婚した。中々子宝に恵まれず妻の年齢のこともありフィービーに頼んで代理母を務めてもらい、その後3つ子のお父さんとなる。

#### チャンドラーの家族
チャールズ・ビング（Charles Bing）
演 - キャスリーン・ターナー/声 - くじら
シーズン7第22話
チャンドラーの父。結婚後にゲイであることが発覚し、チャンドラーの母と離婚。。現在はラスベガスで“ビバ・ラスゲイガス”というショーの人気ダンサーとして生計を立てる。離婚後はチャンドラーと一緒に暮らしていたが、数年前から息子に距離を置かれる状態が続いている。シーズン7でモニカと共にラスベガスまでやって来たチャンドラーと再会し、数日後2人の結婚式に参列する。
ノーラ・タイラー・ビング（Nora Tyler Bing）
演 - モーガン・フェアチャイルド/声 - 弥永和子
シーズン1第11話
チャンドラーの母。テレビにも出演するくらいの有名な官能小説家。私生活でも性にはオープンでシーズン7の時点でバツ３だったり、酔った勢いでロスとキスをしているところをジョーイに見つかったことがある。その後、チャンドラーの結婚式に参列することになるが、結婚前夜の食事会で初対面のロスの父から、チャンドラーの父親なのか、それとも母親なのかと尋ねられる。

#### ジョーイの家族
ジョセフSr.（Joey Tribbiani, Sr.）
演 - ロバート・コスタンゾ/声 - 長島雄一
シーズン1第13話
ジョーイの父。配管工の家業をしている。実は妻グロリアに隠れて(シーズン1の時点で)6年間付き合う愛人がいる。グロリアによると以前のジョセフSr.は、陰気な性格で仏頂面をしていることが多かったが不倫後は性格が明るくなった。髪型は薄毛でカツラを所有している。食べ物を粗末にするのが嫌いな性格でこの性格はジョーイにも影響している。
グロリア・トリビアーニ（Gloria Tribbiani）
演 - ブレンダ・ヴァッカロ/声 - 水原リン
シーズン1第13話
ジョーイの母。ジョセフSr.の不倫には以前から気づいていたが、夫が優しくなり夫婦関係が良好になったため見て見ぬふりする形で不倫を容認している。好きな有名人は、スティング。夫婦そろって、アイルランド系の人間となぜか郵便局を嫌っている。
ジョーイの7人の姉妹
姉妹の名前はそれぞれ、ベロニカ (Veronica)、マリーアンジェラ (Mary Angela)、マリーテレサ (Mary Theresa)、ジーナ (Gina)、ディーナ (Dina)、ティナ (Tina)、クッキー (Cookie)。
シーズン3第11話
7人はその日ごとに全員が似たようなファッションとヘアメイクをしているため、ジョーイ以外のレギュラーにはほぼ見分けがつかない。シーズン3のジョーイの誕生日パーティに姉妹全員で訪れる。マリーアンジェラは、酒に酔ったチャンドラーとエッチした。マリーテレサは、自身をマリーアンジェラと勘違いしたチャンドラーからキスされる。クッキーは、チャンドラーがマリーアンジェラの顔を覚えていなかったため彼を殴った。
ティナは、シーズン1で既に結婚していたが不仲で裁判で夫の接近禁止命令を勝ち取った。ディーナは一番年下の妹だがシーズン8で妊娠してしまい同じく妊娠中のレイチェルに相談する。
2人の祖母
英語が話せる方のおばあちゃん（Nonna）
演 - ペニー・サントン
シーズン3第11話
一軒家でジョーイの7人の姉妹と暮らしている模様。ジョーイによると「機嫌を損ねると怖い」とのこと。ティラミス作りが得意で、ある日自宅に来たチャンドラーにも食べてもらう。
英語が話せない方のおばあちゃん（Grandma Tribbiani）
演 - リリアン・ショーヴァン
シーズン5第19話
イタリア人でイタリア語しか話せない。役者をするジョーイの大ファンで、彼によると「家族の中で唯一ジョーイの俳優としての活躍を応援している人」。高齢だが一人暮らしなのか誰かと暮らしているのかなど生活状況は不明。ジョーイが出演するドラマを孫たちと一緒に見るためにモニカの部屋に訪れる。

### レギュラーたちの主な恋人たち(結婚相手も含む)
出演者の下の話数は、主に初登場回

#### レイチェルの恋人
バリー（Barry）
演 - ミッチェル・ウィットフィールド/声 - 島田敏
シーズン1第2話
歯科医でレイチェルの婚約者。その挙式でレイチェルに逃げられて破局するが、1ヶ月後彼女の親友だったミンディと交際しその後結婚。女にだらしな性格で、レイチェルとミンディのそれぞれの婚約期間中に裏でそれぞれと浮気していた。実は植毛している。
パウロ（Paolo）
演 - Cosimo Fusco/声 - 目黒光祐
シーズン1第7話
イタリア人でワイルドな肉体派色男。イタリア語と少しの英語しか話せない。停電した夜に飼い猫を探していた所、レイチェルと知り合い付き合い始める。密かにレイチェルを想うロスからは、陰で一方的に嫌われている。数週間後フィービーにマッサージしてもらうが彼女に迫ろうとしたため、レイチェルに嫌われて破局。
ジョシュア（Joshua）
演 - テイト・ドノヴァン
シーズン4第13話
ブルーミングデールズの顧客相談員となったレイチェルの客として訪れる。妻と離婚協議中で新しい恋愛には消極的だったが、レイチェルのアタックにより交際を始める。しかし数日後、同時期にロスが結婚を決めたことにレイチェルが感化され、結婚に先走る彼女に引いてしまい破局。鳥が苦手でピヨちゃんとクワちゃんに遭遇した時はパニクった。
ポール（Paul）
演 - ブルース・ウィリス/声 - 磯部勉
シーズン6第21話
ロスの恋人エリザベスの父親で弁護士。妻を早くに亡くしており男手一つで娘を育ててきた。ロスとは交際相手の父として初めて会った時に、ロスを励ますために来たレイチェルと出会い付き合い始める。ロスとは、娘との交際を巡ってややギクシャクした関係となった。渋い男前と思われていたが後日泣き虫なことが判明し、女々しすぎてレイチェルにフラれる。
タグ（Tag）
演 - エディ・ケイヒル
シーズン7第4話
24歳。ラルフローレン社で働くレイチェルのアシスタント募集を知り面接を受け、ファッション業界未経験ながら彼女に気に入られ採用される。作中では部下との恋愛は禁止だが2ヶ月後恋仲になり、会社に隠れて交際を続ける。しかし数ヶ月後レイチェルの30歳の誕生日に2人の将来が見えず別れる。

#### モニカの恋人
リチャード・バーク（Richard Burke）
演 - トム・セレック/声 - 菅生隆之
シーズン2第15話
モニカが子供の頃からの眼科の主治医で、彼女の父親とは親友。バツ一の独身でモニカより21歳年上で、数年ぶりに彼女と再会し交際を始める。紳士的で実直な性格でこれまでの交際人数は、前妻とモニカの2人だけ。愛車はジャガーで大のニックスファンで、南北戦争オタク。数ヶ月間交際したが子供を作るかどうかで意見が食い違い別れた。数年後モニカと再会し、チャンドラーと同時期に彼女にプロポーズをした。
ピート・ベッカー（Pete Becker）
演 - ジョン・ファヴロー/声 - 大塚明夫
シーズン3第18話
ソフトウェア会社のCEOで億万長者。モニカが働く「ムーン・ダンス」の客として訪れ、恋人がいないことをボヤく彼女と交際を始める。チャンドラーたちと同世代だが金銭感覚が一般人とズレている。数週間後、UFC(総合格闘技)の大会への出場を経験するがチャンピオンになるという夢を諦めきれずモニカと破局した。

#### フィービーの恋人
デビッド（David）
演 - ハンク・アザリア/声 - 佐久田修
シーズン1第10話
物理学者。「セントラル・パーク」で弾き語りをするフィービーに好意を持ってすぐに付き合い始める。しかし数日後奨学金で研究仲間とロシアの(実際にはベラルーシだが、作中では「ロシア」と発言されている)ミンスクに留学することになり、フィービーから「ロシアに行くべき」と説得されて破局。しかしその後もフィービーを想い続けており、シーズン9で留学を終えて彼女と再会しプロポーズする。真面目で優しい性格だがお人好しで、告白のタイミングが悪く周りによく邪魔される。
ダンカン（Duncan）
演 - スティーヴ・ザーン/声 - 関俊彦
シーズン2第4話
カナダ人でアイスショーのダンサー。フィービーの一応夫となる存在。長い間自身はゲイだと思い込んでおり周りにもそう伝えていたが、いつ頃からか異性愛者であることに気付く。フィービーとの結婚から6年後、他の女性と結婚するために離婚を申し出て友人関係に戻った。
ギャリー（Gary）
演 - マイケル・ラパポート
シーズン5第16話
警官。不注意で失くした自身の警察手帳をフィービーが偶然拾ったことがきっかけで付き合い始める。フィービーとの交際は順調に進み数週間後に同棲生活を提案して一緒に暮らし始める。しかしその翌朝、ギャリーが窓の外にいた鳥を拳銃で撃って彼女をドン引きさせてしまいそのまま破局。
マイク・ハニガン（Mike Hannigan）
演 - ポール・ラッド/声 - 中原茂
シーズン9第3話
裕福な家庭出身の元弁護士で、現在はピアニストとしてピアノバーで働く。薬物中毒者の妻との離婚経験がある。偶然知り合ったジョーイとのダブルデートでフィービーと知り合い交際する。数ヶ月後結婚で意見が食い違い一度破局するが、彼女への愛を再認識してプロポーズしその後結婚。卓球が得意でモニカに匹敵するほどの負けず嫌いだが、ジョークは苦手。

#### ロスの恋人
キャロル・ウィリック（Carol Willick）
演 - アニタ・バロン→ジェーン・シベット/声 - 佐々木優子
シーズン1第2話
ロスの最初の妻。小学校教師。同じ大学に通うロスと学生時代から交際を始め、数年後に結婚。しかしその後キャロルはレズビアンであることをロスに告白し離婚した後、スーザンと結婚する。
離婚後ロスとの子供を妊娠していることが発覚し、現在はスーザンとその後生まれたベンを育てている。ロスとは子供の親としてその後も良好な関係を築いている。運動好きで大学時代はゴルフ部とラクロス部に所属したり、スーザンとの出会いもスポーツジムだった。
ジュリー（Julie）
演 - ローレン・トム/声 - 鵜飼るみ子
シーズン2第1話
ニューヨーク出身の中国系アメリカ人。ロスとは同じ大学院出身の古生物学者同士。ロスが仕事で中国に行った時に数年ぶりに再会し、交際を始める。レイチェルからは出会った頃から一方的に嫉妬されている。数週間後ジュリーは、レイチェルの思いを知ったロスから別れを告げられて破局。
エミリー・ウォルサム（Emily Waltham）
演 - ヘレン・バクセンデール/声 - 土井美加
シーズン4第14話
ロスの2番目の妻。レイチェルのブルーミングデールズ就職時の上司の姪で、ロンドンに住むイギリス人で上品な人。数日間の旅行でニューヨークに訪れた所ロスと親しくなり、交際わずか1ヶ月半でプロポーズを受けて婚約。しかしロスが結婚式の誓いの言葉でエミリーを“レイチェル”と呼び間違え、それが原因ですぐに離婚。ロスと別れて10か月ほどで別の男性と結婚する。
エリザベス・スティーブンス（Elizabeth Stevens）
演 - アレクサンドラ・ホールデン
シーズン6第18話
20歳の大学生でロスの大学の教え子。エリザベスからロスに異性として興味を持ったことがきっかけでデートに誘い、禁断の恋を始める。しかし後エリザベスが同世代の若者と子供っぽい遊びで盛り上がった所、ロスが年の差をリアルに感じてしまい別れを告げる。
モナ（Mona）
演 - ボニー・サマーヴィル
シーズン8第1話
モニカのレストランの同僚。出席したモニカの結婚式でロスと出会い、数日後再会して交際に発展する。ノリがよくロスとは気が合ったが、お互いの恋人としての親密度のことでは少々ズレが生じている。しかしその後レイチェルを妊娠させたことや彼女と同居を始めたことに関して、ロスから嘘をつかれたためモナの方からフって破局。
チャーリー（Charlie）
演 - アイシャ・タイラー
シーズン9第20話
ロスの大学にやって来た新任教授。古生物学者。知的な女性で当初ジョーイと交際するが接点が少ないことに気づき数日で破局。その後ロスの仕事を手伝ったことで親しくなり付き合うが、数週間後再会した元彼から告白されてよりを戻した。ちなみにレイチェルとは内心馬が合わなかった。

#### チャンドラーの恋人
ジャニス・リットマン・ゴラルニック（旧姓 ホーゼンスティーン）（Janice Litman Goralnik (née Hosenstein)）。
演 - マギー・ホイーラー/声 - 滝沢久美子
シーズン1第5話
チャンドラーの元彼女(初登場回でフラれる)。「ヤダー、マジ、ウソー！」(Oh, my God!)の台詞が定番で、クセのある非常に高い笑い声が特徴。チャンドラーのことをよく“チャンちゃん”と呼んでいる。上記の言動のせいでチャンドラーを含めてレギュラーからウザがられている。ちなみにジャニスは、途中から登場時に作中の視聴者から歓声と拍手で迎えられるようになり人気キャラとなった模様。ちなみに好きなタイプは、デビッド・カッパーフィールド(マジシャン)。
チャンドラーとシーズン1の頃から付き合ったり別れたりを繰り返し、その後もレイチェルの出産やチャンドラーとモニカの不妊治療を相談した病院、新居探しの時など行く先々で偶然出会ってしまうことが多々ある。チャンドラー以外の恋愛では寝具屋を営む男性と結婚し男の子が生まれるが、その後離婚して息子を引き取りシングルマザーとなる。数年後難聴の証券マンと再婚した後、男の子を授かり最終的に4人家族となり幸せに暮らしている。
キャシー（Kathy）
演 - パジェット・ブリュースター/声 - 山像かおり
シーズン4第5話
「セントラル・パーク」でチャンドラーがナンパした女性。舞台女優。しかし直後にジョーイの恋人と知りチャンドラーは恋愛感情を抑えて友人として接ししばらくの間悩ましく過ごす。その後2人が破局しジョーイの許可を得て交際を始めるが、数週間後共演俳優と浮気してしまいチャンドラーと破局する。愛読書は、「ビロードうさぎのなみだ」。

#### ジョーイの恋人
ジャニーン（Janine）
演 - エル・マクファーソン
シーズン6第7話
一時ジョーイのルームメイトとなった女性。オーストラリア出身のダンサー。同居直後からジョーイに好意を持たれており、数週間後親しくなり交際を始める。しかしその直後ジャニーンがお向かいさんであるモニカとチャンドラーのことが好きになれず、2人とケンカしたことでジョーイと別れて部屋を出ていった。

### 準レギュラー
出演者の下の話数は、主に初登場回
ガンター（Gunther）
演 - ジェームス・マイケル・タイラー/声 - 高瀬右光（第33話）→安井邦彦（第43話 - ）→高宮俊介（第55話 - ）→星野充昭（第102話 - ）
シーズン1第2話(シーズン2第9話)
コーヒーハウス「セントラル・パーク」の支配人。ずっとレイチェルに思いを寄せているが、レイチェルからは全く相手にされないどころか、仕舞いにはゲイだと思われる始末。レイチェル以外のレギュラーたちとも顔見知りなため、知人を呼んで開くパーティに友人の1人としてよく招かれている。ただし、ロスのことはレイチェルに好意を寄せる恋敵として密かにライバル視している。ちなみにジュディからは、「セクシーなブロンド君」と気に入られた。オランダ語が堪能。
スーザン・バンチ（Susan Bunch）
演 - ジェシカ・ヘクト/声 - 種田文子
シーズン1第2話
キャロルの現パートナー。ロスとは仲が悪く顔を合わせるたびに嫌味を言い合っていたが、シリーズ1の終盤で関係が良好になる。仕事は女優か撮影関係らしい。ベジタリアン。
ベン・ゲラー（Ben Geller）
演 - ジャック・アレン、チャーリー・アレン、コール・スプラウス、ディラン・スプラウス/声 - 黒田弥生（第56話）→川田妙子（第108話 - ）
シーズン1第23話で誕生
ロスとキャロルの息子。名付け親はロス普段はキャロルとスーザンと共に暮らしているが、赤ちゃんの頃から時々ロスたちレギュラーに面倒を見てもらっているため6人とも顔見知り。赤ちゃんの頃チャンドラーとジョーイが子守をしたら市営バスに置き去りにされた過去がある。その後スティングの息子と同じ小学校に通うが、レイチェルの入れ知恵でイタズラっ子になる。
フランクJr.の3つ子（Frank Jr.Jr.、Leslie、Chandler）
演 - Dante Pastula、アリソン・アシュリー・アーム、Sierra Marcoux
シーズン5第3話で誕生
代理母としてフィービーが産んだ3つ子は、第一子から男女女の順でフランクJr.Jr.、レズリー、〈チャンドラー〉。誕生後3つ子は両親であるフランクJr.とアリスと共に暮らし、5歳頃には3人ともわんぱく＆おてんばに成長し両親の手を焼かせるようになる。また、この頃3つ子はチャンドラーが口を滑らせたせいで、自分たちの産みの母が伯母のフィービーであることを突如知ってしまった。
エステル・レナード（Estelle Leonard）
演 - ジューン・ゲイブル/声 - 火野カチコ
シーズン2第10話
ジョーイのエージェント。シーズン1で無名俳優だったジョーイをスカウトして所属タレントとなる。ヘビースモーカーでかなりの変人。事務所を辞めていった俳優たちに色んな噂(悪口)をバラまいて仕返しをしており、ジョーイも同じ目に遭う。シーズン10で死去。
裸のブ男（Ugly Naked Guy）
モニカの部屋の窓から見える、向かいのアパートに住んでいる男性でそのアパートの管理人。元々は、なかなかのハンサムだったらしいが、太ってしまった。登場人物たちの会話で話題になるだけで、実際にその姿が登場することはない。ちなみにシーズン1の感謝祭では、“裸のブ女”(恋人かは不明)とディナーを楽しんでいる。裸のブ男が引っ越す際にロスが裸で遊びに行って機嫌をとり、彼が部屋を借りることになった。
ヘッケル
演 - ラリー・ハンキン
シーズン1第7話
モニカの部屋の真下の部屋の住人。モニカたちが騒がしくしていると時々苦情を入れにモニカの部屋に来たり、ヘッケルの部屋の天井(モニカにとって床下)からほうきの柄でつついて抗議する。日常的にくだらない嘘つきをつきまくる偏屈な性格。ヘッケルはシーズン2で亡くなるが、チャンドラーとは色々と共通点が多いことが遺品から判明する。実はチャンドラーとジョーイが同居するきっかけとなった人物でもある。
マーク（Mark）
演 - スティーヴン・エクホルト
シーズン3第11話
ブルーミングデールズの社員。レイチェルをファッション業界の道に誘った人。レイチェルと同じくジョアンナの下でアシスタントをしている。職場ではレイチェルと向い合せの席でいつも一緒に仕事をしていることから、ロスに嫉妬されている。。レイチェルと会った数週間後、より良い職場に転職し、数年後再会した彼女にマークが働くルイヴィトンへの転職話を持ちかける。
マルセル
シーズン1第10話
ロスが一時ペットとして飼ったオスのオマキザル。イタズラ好きで周りにある物を勝手に触ったり粗相をすることがある。『ライオンは寝ている』の曲がお気に入り。その後飼育環境の問題でサンディエゴの動物園に預けることになる。さらに数ヶ月後人の手を渡って、テレビCMに出演し人気者のタレント猿となり、ロスたちと再会する。
ピヨちゃんとクワちゃん
シリーズ3第21話
ジョーイとチャンドラーが、シーズン3の終盤から飼い始めたひよこ(ピヨちゃん)とアヒル(クワちゃん)。ヒナから飼い始めたピヨちゃんは当初2人からメスと思われていたが、その後成長して雄鶏ということが判明。クワちゃんはロスの結婚指輪を飲み込んだり、ピヨちゃんは成長した時に夜明け前に鳴いて皆を困らせたことがある。いつの間にか登場シーンはなくなったが、その後シーズン10の最終盤で新しくジョーイがピヨちゃんJr.とクワちゃんJr.(どちらもヒナの状態)を購入した。

## ゲストキャラ
出演者の下の話数は、登場回(複数回登場する場合は主に初登場回)

## 空想世界でつかまえて
シーズン6第15話と第16話で「もしも○○だったら」と言う設定の「空想世界でつかまえて」と言うエピソードがある。以下はその設定。
- レイチェル - バリーとの結婚式で逃亡せず結婚生活を送っていたら[574]。
- モニカ - 減量せず肥満のままだったら[575]。
- フィービー - メリルリンチに就職していたら[576]。
- ロス - キャロルがレズビアンと気付かずに離婚していなかったら[577]。
- チャンドラー - フリーライターになっていたら[578]。
- ジョーイ - 昼メロ『愛の病院日誌』の降板がなかったら[579]。

## 舞台

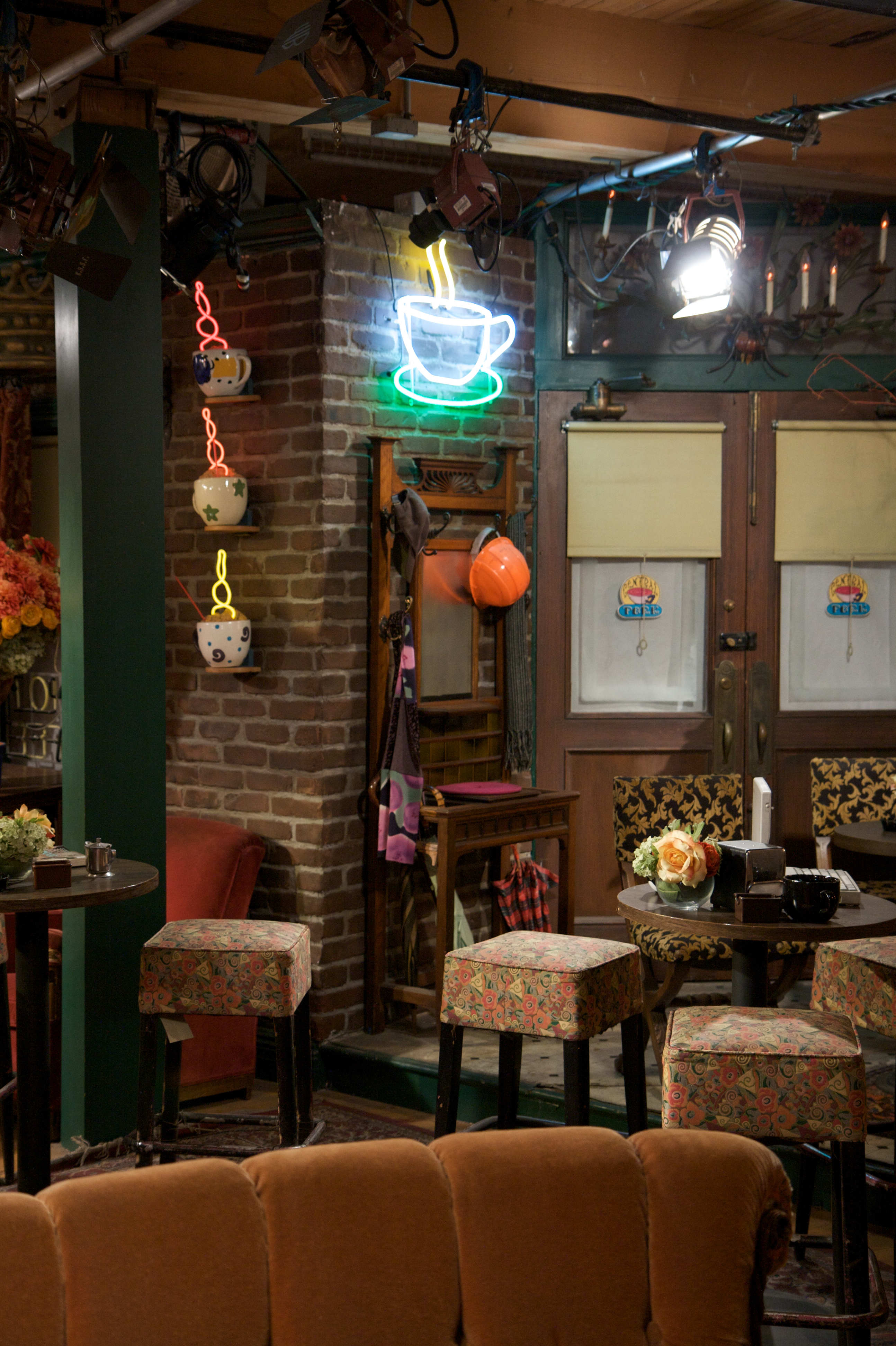
セントラル・パークのセット。

エピソードのほとんどはニューヨークを舞台としており、かつ多くのシーンは以下の場所で展開される。
モニカの部屋
グリニッジ・ヴィレッジにある6階建てアパートの5階・20号室(開始当初は5号室)。2つの寝室と広大なダイニングルーム、バルコニーを持つ。ダイニングルームの右の壁にある「Aux Buttes Chaumont Jouets」と書かれたフランスのポスターは、モニカのお気に入り。ちなみにバスルームとバルコニーの間にある緑のドアはクローゼットである。
シーズン1でレイチェルが居候として同居し、彼女の前にはフィービーが同居していた。元々はモニカの祖母が住んでいた部屋で現在は祖母の名義のままモニカがこの部屋を借り続けている。この部屋には、時期は異なるがレギュラー6人全員が住んだ経験がある。
チャンドラーの部屋
廊下を挟んでモニカの部屋の向かい・19号室（開始当初は4号室）。寝室は2つあるが部屋の大きさは20号室よりもかなり狭く、室内設備も落ちる。
1993年頃からチャンドラーとジョーイがルームメイトとして長年同居している(ただし、シーズン2では一時同居を解消している)。後にチャンドラーが結婚してモニカの部屋に住むようになると、入れ替わりにレイチェルがジョーイと同居する。
この部屋には、フィービー以外のメインキャスト5人が住んでいた経験がある。モニカは、シーズン4で賭けに負けて一時的にジョーイ＆チャンドラーと部屋を交換したことがあり、その時にレイチェルと一緒にこの部屋に居住。ロスは、シーズン5で住んでいたアパートを追い出された時にジョーイ＆チャンドラーと3人で一時的に同居。
入口付近にフーズボール台が置いてあり、賭けや暇潰しに使われる。ドアにはマジックボードが飾られていて、エピソード毎に書かれている物が違っていた。部屋に貼ってあるポスターにはロシア語（キリル文字）で「Kangaroo Boxer」(カンガルー・ボクサー)と書かれている。シーズン2の途中からキッチン辺りに大きな白い犬の置物があるが、これは一時一人暮らしをしたジョーイが買ったもの。その後、チャンドラーとモニカの同棲の祝いにジョーイがこの置物をプレゼントした。シーズン3の途中からチャンドラーの寝室の扉に切れ目ができるが、これはジョーイが日曜大工をした時に電動のこぎりの試し切りをしたため。このアパートはペットを飼うことは禁止だが、チャンドラーたちは先述のピヨちゃんクワちゃんなどの動物を飼っている。
フィービーの部屋
フィービーが暮らすアパートの部屋。フィービーは1993年頃にモニカとの同居を解消した頃から祖母と2人で暮らしている。シーズン5で祖母が亡くなり、その後シーズン6ではレイチェルと数ヶ月間同居する。他にもこの部屋では、本作の前半では弟フランクJr.が遊びに来たり、シーズン9以降はフィービーの恋人マイクが訪れた時の様子などが描かれている。ちなみにフィービーは個性的なインテリアを好み、自室には様々な置物やいくつかの絵(フィービー手作りの絵もある)を飾っている。
ロスの部屋
モニカのアパートの向かいのアパートで元は裸のブ男が暮らしていた部屋。シリーズ5で裸のブ男と入れ替わりにロスが住み始めてからは、本作の主な舞台の一つとなる。ロスが暮らす部屋は3階にあるらしく、モニカの部屋とは窓越しにお互いの生活ぶりを目視である程度知ることができる。ロスが住んでからは彼の生活ぶりや、レギュラーやデート相手が訪れた時のやり取りが描かれるようになる。
数年間ロスが1人で住んだ後、シーズン8で彼の子を妊娠したレイチェルの出産・育児をサポートするために同居を始め、その後生まれたエマと3人で暮らすが約1年後に同居を解消した。
「セントラル・パーク」(Central Perk)
モニカたちが暮らすアパートの近所にあるコーヒーハウス。制作総指揮、脚本のデヴィッド・クレーンが通っていたブランダイス大学にあるカフェがモデル。
奥の一角にソファーが置かれていて、ここに6人が座って会話が繰り広げられることが多い。店名は、公園名の「セントラル・パーク」と英単語の「perk」(コーヒーを淹れる)及び(〈落胆、病気の後に〉元気を取り戻す)をかけた洒落。店先には小さな黒板があるが、黒板に書かれた「本日のおすすめ」メニューは第1話から最終話までずっと同じである。
ガンターによると誕生日に来店した人は注文が無料になるとのこと。ちなみにコーヒーハウスになる前は、プールバー(ビリヤード台があるバー)だった。
この他に6人の職場などが舞台となることがしばしばあり、他にもラスベガス等、ニューヨーク以外の場所が物語の舞台となることもある。シーズン4の第23・24話ではロンドンが舞台となっており、ロンドンでロケが行われた。

## 主題歌
テーマソングは、ザ・レンブランツの『I'll Be There For You』である。放送開始当初（1994年）は放送分の1コーラスのみが録音されたが、番組自体の評判が上がった為、翌1995年にフルコーラス・バージョンが若干アレンジを変えてレコーディングされた。この曲のビデオクリップにはメインキャストの6人も出演している。ビルボード誌での最高順位は17位。同誌のラジオ・オンエアチャートでは1位を獲得しており、テレビ番組の主題歌としては健闘した。イギリスでは最高3位を記録。

## トリビア
- 本作は全米獲得視聴者数ランキングにおいて、第1シーズンから最終（第10）シーズンまで、常に年間トップ10に入っていた。特に第8シーズン（2001年9月～2002年5月）は年間首位を記録したが、それ以降、年間首位になったシットコムは（2011年5月現在）皆無である。
- 番組タイトルは 『Friends』以外に『Friends Like Us』『Six of One』『Across the Hall』『Insomnia Cafe』などが候補に挙がっていた。
- 当初は6人のレギュラーのうち、ロスとレイチェルが主役格で、他の4人はやや格下扱いだった。また、最初はメインの6人の出演料はそれまでの実績によって異なった金額になっていたが、第2シーズンに向けての出演料交渉時に、ロス役のデヴィッド・シュワイマーが「6人全員が同額の出演料を確保できるよう、一緒に交渉しよう」と呼びかけ、それ以降は6人全員が同額の出演料になった。その後、劇中でも6人のキャラクターが同格となって人気がさらに上がり、以降も「全員同額」という条件でギャラが上昇し続けることになった。ジョーイ役のマット・ルブランク（その当時、メインキャストの6人の中で一番俳優としての実績がなかった）は、そのシュワイマーの好意と行動力に感激したと、後年になって語っている。
- キャストやスタッフの間はジョーイ役のマット（マシュー）・ルブランクとチャンドラー役のマシュー・ペリーが同じ呼び名のため、前者を「ルブランク」、後者を「マット」または「マシュー」と呼んでいた。
- フィービーが代理母になる設定は、フィービー役のリサ・クドローの妊娠を反映したもの。ただし、クドロー自身は3つ子を妊娠したわけではなかったので、お腹がそれほど大きくならなかった。そのため、クドローの衣装に詰め物をして、腹部を実際より大きく見せることになった。
- ガンター役のジェームス・マイケル・タイラーは当初エキストラの一人でしかなかったが、実際にコーヒーハウスで働いていてエスプレッソマシーンの操作方法を知っていたおかげで、ガンター役をもらうことができた。
- チャンドラー役のペリーの父親で俳優のジョン・ベネット・ペリーが、アニストン演じるレイチェルの恋人ジョシュアの父親役として出演している（第4シーズン第18話『レイチェルのセクシードレス』）。
- 当初、ティア・レオーニがレイチェル役の候補に挙がっていた。
- 実生活においても、モニカ役のコートニー・コックスとレイチェル役のジェニファー・アニストンは親友である。
- コートニー・コックスがデヴィッド・アークエットと結婚してコートニー・コックス・アークェットになると、オープニング映像のクレジットで、キャスト全員の名前の最後に「アークェット」が付け足された（第6シーズン第1話のみ）。
- レイチェル役のジェニファー・アニストンと、彼女の恋人ジョシュアを演じたテイト・ドノヴァンは当時、実際に恋人同士だった。
- スピンオフ『ジョーイ』には、ジョーイの妹の1人ジーナ（ただし、キャストは異なる）がレギュラーで、ティーナがゲストで出演した。なお、ティーナ役のキャスティングはクリスティーナ・リッチで、キュートでわがままな妹役を、魅力的に演じた。
- 本作のセット脇にはコーヒーのケータリング業者が常駐しており、キャストは実際に1日中、コーヒー飲み放題だった。
- 『あなたにムチュー』のジェイミーとフランらしき人物[606]が本作に登場し、コーヒーハウス「セントラル・パーク」でフィービーをアースラと間違えるというシーンがあった。アースラとは『あなたにムチュー』の主人公ポールとジェイミーが常連のレストランに勤める変り者のウェイトレスのことである。両番組は同じNBC系列で木曜日の夜に放送されていたが、アースラを演じていたリサ・クドローが本作の主役陣に抜擢されたため、お遊びで作られたシーンである。しかし、視聴者の反応が大きかったので、フィービーとアースラは双子だという設定が後付けで加わり、アースラも本作に登場することになった。
- また、これと同じエピソードで、やはり同じNBCの木曜日に放送されていた『ER緊急救命室』に当時出演していたジョージ・クルーニーとノア・ワイリーが、やはり『ER』と同じく外科医役で登場。ただし『ER』とは別の役名で、『ER』でのシリアスさとは打って変わったコミカルな演技になっていた。吹替版のジョーイ役・平田広明はNHK制作の『ER』にドクター・カーター（ワイリー）役で吹替出演しており、この回はオリジナル通りクルーニー＝小山力也と共演の一人二役となった。吹替ディレクターは平田が『ER』に吹替出演している事を知らなかったという。
- 作中でジョーイが出演しているドラマ『Days of Our Lives』（本作の日本語版のセリフでは『愛の病院日誌』）は実際にアメリカで放送されているソープオペラである。1965年に放送が開始され、2016年12月1日現在、12973話が放送されている長寿番組。本作内の『Days of Our Lives』のストーリーは実際のそれとは全く異なるが、『Days of Our Lives』にありがちなストーリーをパロディにした部分もある。例えば、ジョーイが演じるドクター・ドレイク・ラモレーは『Days of Our Lives』中で一度死んだあと復活するが、実際の『Days of Our Lives』にも、死んだと思われながら復活したキャラクターは少なくとも36人いる。また、本作内の『Days of Our Lives』中に登場するHope BradyやMike Hortonは実際の『Days of Our Lives』にも出てくるキャラクターで、役者も同じである。なお、本作では撮影に映画用フィルムを使用しているが、『Days of Our Lives』の撮影では、丁寧に本物と同じくビデオカメラを使った撮影をしているため、画質が大きく異なっている。
- 2022年2月に中華人民共和国（中国）の動画配信サービスにて本ドラマが配信された際にLGBTQに関するセリフが検閲されたり、一部の場面が編集でカットされたとして、中国のファンから批判の声があがる事態になった。本ドラマは2012年にも中国の別の動画配信サービスで1年間配信されていたが、その時点では検閲は一切無く、そのまま配信されていた[607]。

## 放送局
- NBC （アメリカ）
- HBO Max（アメリカ。ワーナーメディアグループ）
- WOWOW
- tvk
- テレビ東京
- FOXチャンネル→FOXライフ→FOXクラシック 名作ドラマ （日本、スカパー!・スカパー!e2・ケーブルテレビなど）
- とちぎテレビ
- 北海道テレビ放送[608]
- GYAO!
- Dlife
- BS松竹東急